# Isla Kahn
Die Isla Kahn ist eine kleine, halbmondförmige Insel vor der Danco-Küste des Grahamlands auf der Antarktischen Halbinsel. Sie liegt unmittelbar nordwestlich der Challenger-Insel im Murray Harbour der Murray-Insel. 
Ursprünglich wurde sie für einen Teil der Challenger-Insel gehalten. Wissenschaftler der 7. Chilenischen Antarktisexpedition (1952–1953) identifizierten sie als eigenständige Insel und benannten sie. Namensgeber ist der Expeditionsleiter Alberto Kahn Wiegand.